# Armin von Büren
Armin von Büren   (Zúric, 20 d'abril de 1928 - Zúric, 10 de febrer de 2018) va ser un ciclista suís, que fou professional del 1948 al 1962. Es va especialitzar en les curses de sis dies on va obtenir tretze victòries, en 58 participacions. També va córrer en carretera i va obtenir algun èxit com dues victòries al Tour del llac Léman. Els seus germans, Oskar i Émile, també foren ciclistes professionals.

## Palmarès en pista
- 1950
  - 1r als Sis dies de Hannover (amb Hugo Koblet)
- 1951
  - 1r al Premi Dupré-Lapize (amb Ferdi Kübler)
- 1952
  - 1r als Sis dies de Dortmund (amb Hugo Koblet)
  - 1r als Sis dies de Frankfurt (amb Hugo Koblet)
  - 1r als Sis dies de Gant (amb Walter Bucher)
  - 1r als Sis dies de Kiel (amb Jean Roth)
- 1953
  - Campió d'Europa de Madison (amb Hugo Koblet)
  - 1r als Sis dies de Frankfurt (amb Hugo Koblet)
  - 1r als Sis dies de Brussel·les (amb Hugo Koblet)
- 1954
  - Campió d'Europa de Madison (amb Hugo Koblet)
  - 1r als Sis dies de Zuric (amb Hugo Koblet)
- 1955
  - 1r als Sis dies de Dortmund (amb Hugo Koblet)
- 1956
  - Campió d'Europa en Òmnium Endurance
- 1957
  -  Campió de Suïssa de Velocitat
  - 1r als Sis dies de Zuric (amb Gerrit Schulte)
  - 1r als Sis dies de Münster (amb Jean Roth)
- 1959
  -  Campió de Suïssa de Velocitat
- 1961
  - 1r als Sis dies de Madrid (amb Oscar Plattner)
  - 1r als Sis dies de Nova York (amb Oscar Plattner)

## Palmarès en ruta
- 1951
  - 1r al Tour del llac Léman
- 1953
  - 1r al Tour del llac Léman